# Islam in Roemenië

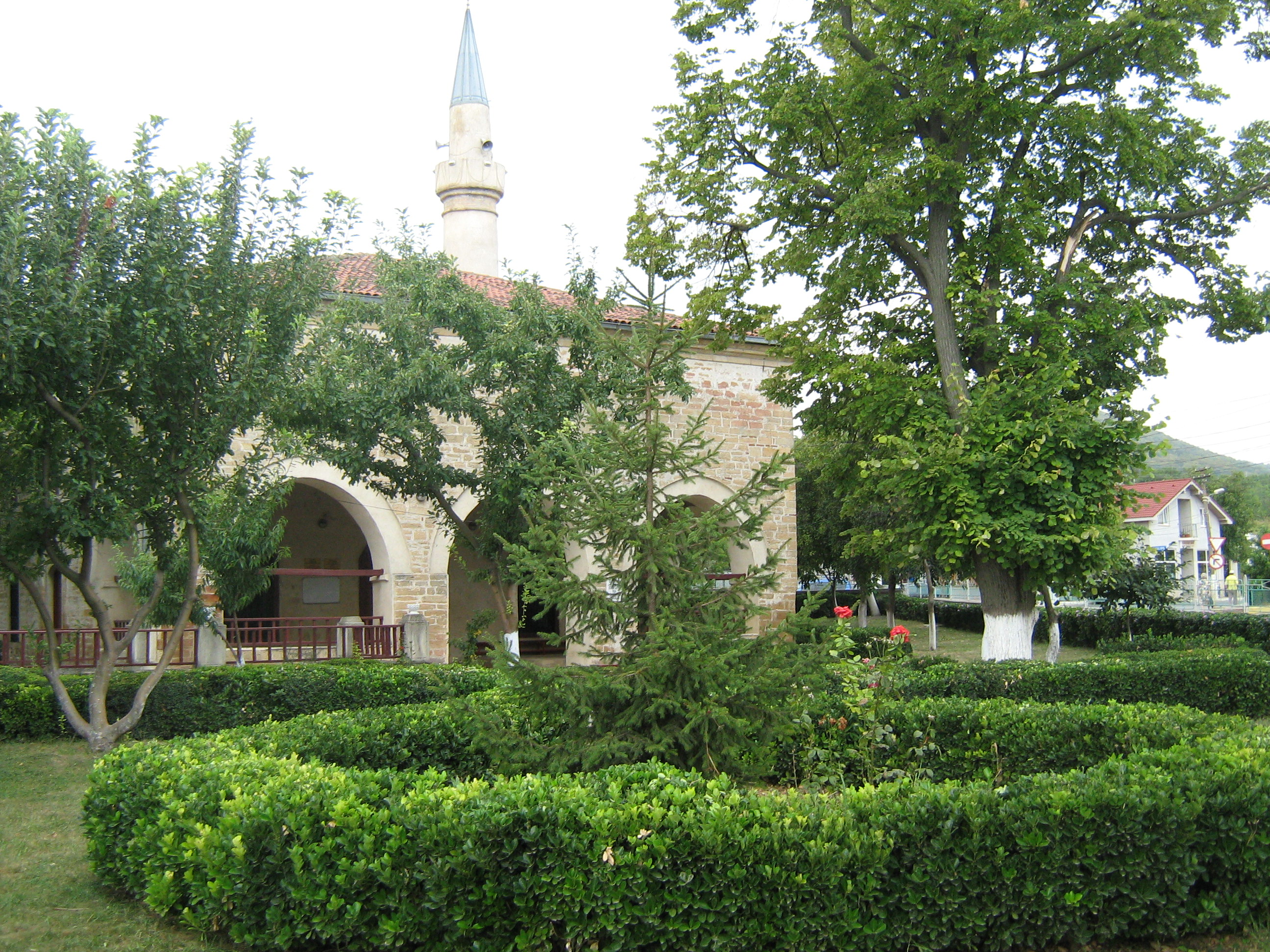
Gazi Ali Pasha-moskee in Babadag (gebouwd in 1609-1610)

De islam in Roemenië is een van de achttien door de Roemeense staat erkende religies en denominaties. De islam heeft een lange geschiedenis, met name in de Noordelijke Dobroedzja aan de Zwarte Zee. De regio Dobroedzja was bijna vijf eeuwen lang onder Ottomaanse heerschappij (vanaf 1420 tot 1878).  

## Geschiedenis
Nadat Noordelijke Dobroedzja na de Russisch-Turkse Oorlog (1877-1878) onderdeel werd van Roemenië behield de islamitische gemeenschap haar autonome status. Dit veranderde tijdens het communistische regime, toen Roemeense moslims onder toezicht van de staat stonden. Na de Roemeense revolutie van 1989 herleefde het belang van de islam weer.

## Organisatie

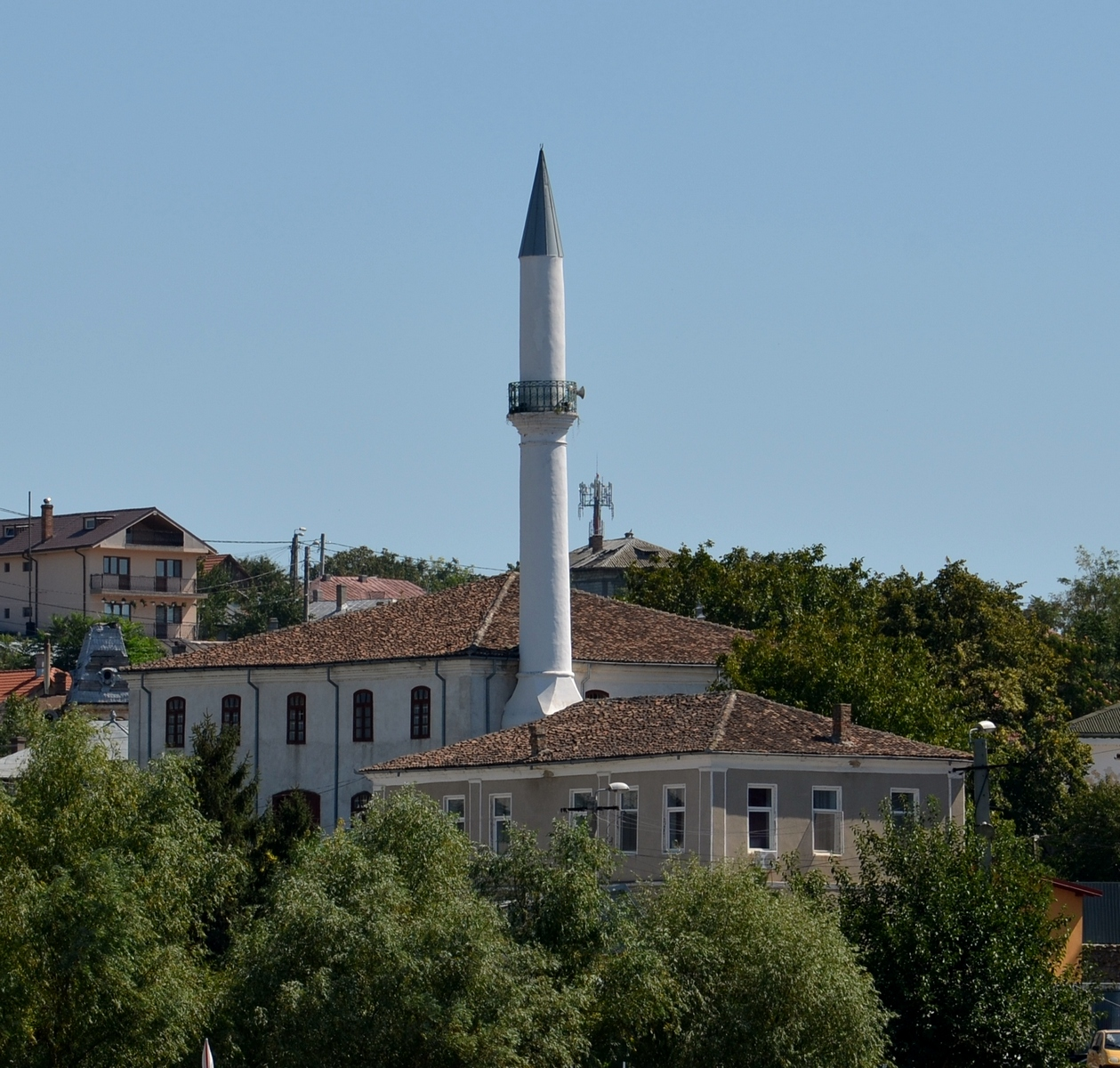
Moskee Aziziye in Tulcea

Volgens de verslagen van het Roemeense ministerie van Cultuur en Religieuze Zaken telt Roemenië maar liefst zevenenzeventig moskeeën en 108 islamitische begraafplaatsen. De stad Constanța is het centrum van de islam in Roemenië. De landelijke islamitische gemeenschap is intern verdeeld in 50 lokale groepen moslims, die elk hun eigen leiderschapscommissie kiezen. Leden financieren de religieuze instelling, die aangevuld wordt met staatsschenkingen en subsidies, en met hulp van internationale islamitische organisaties. De islamitische belangen worden vertegenwoordigd door het moeftiaat (Muftiyatul Cultului Musulman din România). Sinds september 2005 is Murat Iusuf de moefti van Roemenië.
De islamitische geestelijkheid in Roemenië omvat imams, imam-hatips en muezzins. Met ingang van 2008 erkent het ministerie van Cultuur en Religieuze Zaken 35 imams. De moefti van Constanța, de belangrijkste vertegenwoordiger van de gemeenschap, wordt bij geheime stemming gekozen uit de imams. Hij wordt bijgestaan door een synodaal orgaan, de Sura Islam, dat uit 23 leden bestaat en advies geeft over bestuurs- en tuchtzaken.

## Demografie
De islam wordt beleden door 64.337 personen, oftewel 0,34% van de Roemeense bevolking. De meeste moslims behoren tot de inheemse Turkse en Tataarse minderheid in het zuidoosten van het land, gevolgd door kleinere aantallen Roma en recentere immigranten uit de Balkan en het Midden-Oosten.
De islamitische gemeenschap in Roemenië is, in tegenstelling tot de rest van het land, vrij jong. De moslims hebben een gemiddelde leeftijd van 35,4 jaar, hetgeen bijna zes jaar jonger dan het Roemeense gemiddelde van 41,3 jaar is. Zo vormden kinderen tot de leeftijd van 15 ongeveer 21,1% van de Roemeense moslims, terwijl slechts 9,7% uit 65-plussers bestond (vergeleken met het Roemeense gemiddelde van 15,9% respectievelijk 16,1% van de bevolking).

### Verspreiding

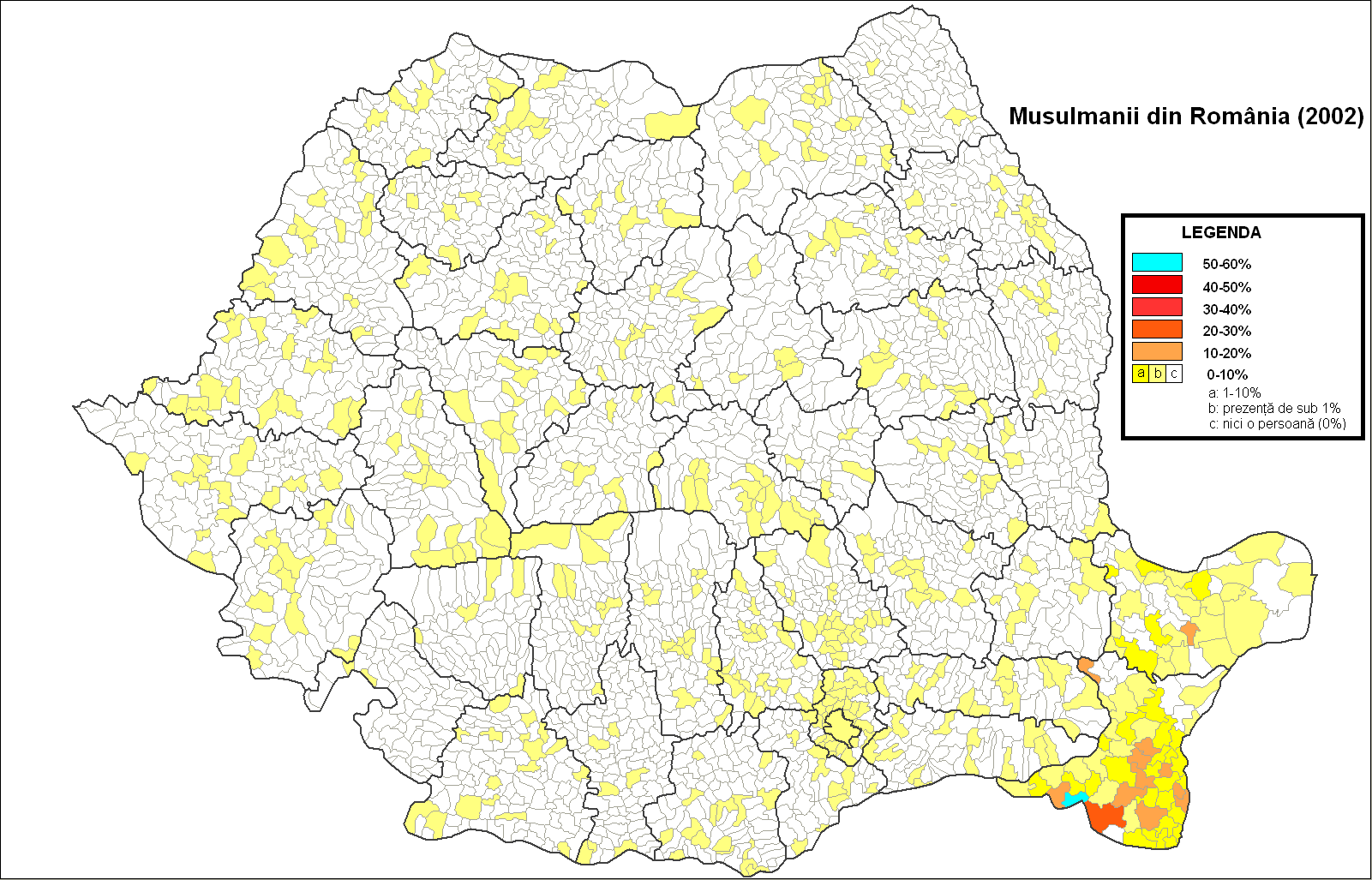
Het aandeel moslims per gemeente (in %)

Alhoewel moslims slechts 0,34% van de Roemeense bevolking vormen, vormen zij 6,3% van de bevolking van het district Constanta en 1,5% van de bevolking van het district Tulcea. Dobromir is met 58% de enige gemeente met een islamitische meerderheid. De grootste gemeenschappen van moslims wonen in de steden Constanța (14.557 moslims, oftewel 5,3%), Boekarest (9.037 moslims, oftewel 0,5%), Medgidia (6.624 moslims, oftewel 16,7%) en Mangalia (2.736 moslims, oftewel 7,6%).
| District / Gemeente  | Bevolking (2011) | Aantal moslims | %     |
| -------------------- | ---------------- | -------------- | ----- |
| Dobromir             | 3.031            | 1.748          | 57,8% |
| Independența         | 3.121            | 661            | 21,2% |
| Băneasa              | 5.384            | 1.138          | 21,1% |
| Cobadin              | 8.779            | 1.781          | 20,3% |
| Castelu              | 4.856            | 969            | 20,0% |
| Babadag              | 8.940            | 1.582          | 17,7% |
| Medgidia             | 39.780           | 6.624          | 16,7% |
| Techirghiol          | 7.292            | 1.098          | 15,1% |
| Amzacea              | 2.714            | 370            | 13,6% |
| Ciocârlia            | 3.220            | 382            | 11,9% |
| Hârșova              | 9.642            | 1.132          | 11,7% |
| Valu lui Traian      | 12.376           | 1.438          | 11,6% |
| Comana               | 1.804            | 171            | 9,5%  |
| Tuzla                | 6.711            | 588            | 8,8%  |
| Mereni               | 2,227            | 192            | 8,6%  |
| 23 August            | 5.483            | 455            | 8,3%  |
| Lipnița              | 3.168            | 248            | 7,8%  |
| Agigea               | 6.992            | 530            | 7,6%  |
| Mangalia             | 36.364           | 2.736          | 7,5%  |
| Cumpăna              | 12.333           | 909            | 7,4%  |
| Topraisar            | 5.533            | 375            | 6,8%  |
| Murfatlar            | 10.216           | 679            | 6,6%  |
| Eforie               | 9.473            | 619            | 6,5%  |
| Constanta (district) | 684.082          | 43.279         | 6,3%  |
| Ovidiu               | 13.847           | 821            | 5,9%  |
| Isaccea              | 5.026            | 274            | 5,5%  |
| Constanța            | 283.872          | 14.557         | 5,1%  |
| Lumina               | 8.948            | 453            | 5,1%  |
| Mihail Kogălniceanu  | 9.978            | 464            | 4,7%  |
| Casimcea             | 2.976            | 131            | 4,4%  |
| Pecineaga            | 3.189            | 123            | 3,9%  |
| Cernavodă            | 17.022           | 538            | 3,2%  |
| Limanu               | 6.270            | 194            | 3,1%  |
| Măcin                | 8.245            | 207            | 2,5%  |
| Negru Vodă           | 5.088            | 125            | 2,5%  |
| Năvodari             | 32.981           | 534            | 1,6%  |
| Tulcea (district)    | 213.083          | 3.290          | 1,5%  |
| Tulcea (stad)        | 73.707           | 973            | 1,3%  |
| Boekarest            | 1.883.425        | 9.037          | 0,5%  |
| Roemenië (totaal)    | 20.121.641       | 64.337         | 0,3%  |